# Ranch Faro
Ranch Faro est un village de la commune de Tignère situé dans la région de l'Adamaoua et le département du Faro-et-Déo.

## Population
Lors du recensement de 2005, le village comptait 613 personnes, 303 de sexe masculin et 310 de sexe féminin.